# NGC 5048
NGC 5048 (również PGC 46179) – galaktyka eliptyczna (E-S0), znajdująca się w gwiazdozbiorze Hydry. Odkrył ją John Herschel 30 marca 1835 roku.